# Ordbogsangreb
Ordbogsangreb er en metode inden for kryptoanalyse og computersikkerhed, der benyttes til at finde en adgangskode uden anvendelse af egenlig kryptoanalyse eller brute force-angreb. Metoden er baseret på, at mange mennesker vælger deres adgangskoder ud fra ord eller fraser de kan huske, f.eks. deres ægtefælles navn, deres fødselsdato, en yndlingssætning i en bog el.lign. Metoden går så i al sin enkelhed ud på at prøve samtlige ord i en ordbog, evt. kombineret med tal eller i kombinationer på to ord. Tager man f.eks. udgangspunkt i en ordbog på 100.000 ord, svarer det at vælge en adgangskode fra ordbogen til en nøglelængde på mindre en 17 bits. Selv alle kombinationer af to ord svarer til en nøglelængde på ca. 33 bits, hvilket efter nutidens standarder er alt for lidt.
Risikoen for ordbogsangreb er grunden til at de fleste adgangskodesystemer kræver en kombination af bogstaver og tal som adgangskode, evt. kombineret med specialtegn. 

## Anvendelse mod egne systemer
Visse virksomheder og offentlige institutioner (f.eks. UNI-C) sætter deres egne computere til at lave ordbogsangreb på brugernes adgangskoder.